# Bilsalongen i Paris

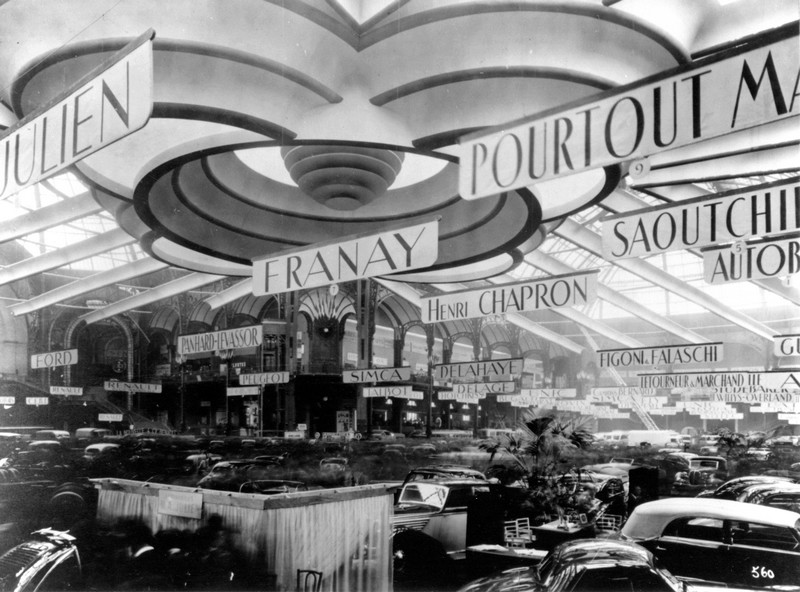
Bilsalongen i Paris 1946

Bilsalongen i Paris (franska: Mondial de l'Automobile, på engelska känd som Paris Motor Show) är en bilsalong som hålls vartannat år i Paris. Den hålls på hösten och alternerar med Bilsalongen i Frankfurt. 
Den första bilsalongen i Paris hölls 1898.

## Modellpresentationer
Modeller som premiärvisats på salongen:
| - 1919 Hispano-Suiza H6 - 1930 Mercedes-Benz 770 - 1931 Lancia Artena - 1931 Lancia Astura - 1952 Fiat 1900 - 1955 Citroën DS - 1961 Simca 1000 - 1964 Ferrari 275 - 1966 Ferrari 330 GTS - 1967 Simca 1100 - 1968 Ferrari 365 Daytona - 1970 Chrysler-Simca 180 - 1970 Volkswagen K 70 | - 1973 Ferrari 308 GT4 - 1973 Ferrari 365 Berlinetta Boxer - 1974 Porsche 930 - 1975 Ferrari 308 GTB - 1976 Ferrari 400 - 1978 BMW M1 - 1980 Matra Murena - 1980 Talbot Tagora - 1992 Ferrari 456 - 1998 Bentley Continental SC - 1998 Smart Fortwo - 2000 Ferrari 550 Barchetta - 2006 Alfa Romeo 8C Competizione |

## 2024
Bland andra följande bilar är planerade att introduceras på salongen i oktober 2024:

### Produktionsbilar
| - Alpine A290 - Audi A5 (Generation 3) - Audi Q5 (Generation 3) - Audi A6 e-tron - BMW X3 (Generation 4) - BMW M5 (Generation 7) - Cadillac Optiq (Europapremiär) | - Dacia Bigster - Ford Capri EV - Kia EV3 (Europapremiär) - Renault 4 E-Tech - Peugeot e-408 - Škoda Elroq - Volkswagen Tayron |

### Konceptbilar
| - Alpine A390 - Renault Twingo E-Tech |

## 2022
Bland andra följande bilar introducerades på salongen i oktober 2022:

### Produktionsbilar
| - Jeep Avenger - Mobilize Duo - Peugeot 408 - Renault Austral |

### Konceptbilar
| - Alpine Alpenglow - Dacia Manifesto - Hopium Machina Vision - NamX HUV | - Renault 4Ever Trophy - Renault R5 Turbo 3E - Renault Scénic Vision |

## 2018
Bland andra följande bilar är planerade att introduceras på salongen i oktober 2018:

### Produktionsbilar
| - Audi A1 (Generation 2) - Audi Q3 (Generation 2) - Audi Q8 - BMW 3-serie (Generation 7) - BMW Z4 (Generation 3) - BMW X5 (Generation 4) | - Kia ProCeed (Generation 3) - Mercedes-Benz B-klass (Generation 3) - Mercedes-Benz GLE-klass (Generation 2) - Mercedes-Benz EQC - Peugeot 508 SW (Generation 2) - Seat Tarraco |

## 2016
Bland andra följande bilar introducerades på salongen i oktober 2016:

### Produktionsbilar
| - Audi Q5 (Generation 2) - BMW X2 - Citroën C3 (Generation 3) - Ferrari LaFerrari Spider - Hyundai i30 (Generation 3) - Kia Rio (Generation 4) - Land Rover Discovery (Generation 5) - Mercedes-Benz E-klass T-modell | - Mercedes-AMG GT Roadster (R190) - Opel Ampera-E - Peugeot 3008 (Generation 2) - Peugeot 5008 (Generation 2) - Porsche Panamera (Generation 2) - Renault Grand Scénic (Generation 4) - Škoda Kodiaq - Volvo V90 Cross Country |

### Konceptbilar
| - Citroën CXperience Concept - Lexus UX Concept |

## 2014
Följande bilar introducerades på salongen i oktober 2014:

### Produktionsbilar
| - Audi TT Roadster (Generation 3) - BMW 2-serie Cabriolet - BMW X6 (F16) - Fiat 500X - Ford Edge (Generation 2) - Honda HR-V (Generation 2) - Hyundai i20 (Generation 2) - Jaguar XE | - Kia Sorento (Generation 3) - Land Rover Discovery Sport - Mazda2 (Generation 4) - Mazda MX-5 (Generation 4) - Mercedes-Benz CLA Shooting Brake (X117) - Mercedes-AMG GT (C190) - Nissan Pulsar C13 | - Opel Corsa E - Renault Espace (Generation 5) - Škoda Fabia (Generation 3) - Smart Fortwo (Generation 3) - Suzuki Vitara (Generation 4) - Volkswagen Passat B8 - Volvo XC90 (Generation 2) |

## 2012
Följande bilar introducerades på salongen i oktober 2012:

### Produktionsbilar
| - Audi A3 Sportback (Generation 3) - Audi S3 (Generation 3) - Audi RS5 Cabriolet - BMW 3-serie Touring - Chevrolet Trax - Citroën DS3 Cabrio - Citroën C4L - Dacia Logan (Generation 2) - Dacia Sandero (Generation 2) - Ford Mondeo (Generation 5) | - Jaguar F-Type - Kia Carens (Generation 4) - Mazda6 (Generation 3) - Mercedes-Benz B-klass Electric Drive - Mercedes-Benz CLS Shooting Brake - Mercedes-Benz SLS AMG Electric Drive - Mini Paceman - Mitsubishi Outlander PHEV laddhybrid - Opel Adam - Peugeot 208 GTi | - Peugeot 301 - Porsche 991 Carrera 4 - Range Rover (Generation 4) - Renault Clio (Generation 4) - Seat León (Generation 3) - Seat Toledo (Generation 4) - Škoda Rapid - Toyota Auris (Generation 2) - Volkswagen Golf (Generation 7) - Volvo V40 Cross Country |

### Konceptbilar
| - Audi Crosslane - BMW Concept Active Tourer - Lexus LF-CC - McLaren P1 | - Nissan Terra - Peugeot 2008 - Peugeot Onyx - Porsche Panamera Sport Turismo |

## 2010
Följande bilar introducerades på salongen i oktober 2010:

### Produktionsbilar
| - Audi A7 - Bentley Continental GT (Uppdatering) - BMW X3 (Generation 2) - Chevrolet Aveo (Generation 2) - Chevrolet Captiva (Uppdatering) - Chevrolet Cruze Hatchback - Chevrolet Orlando - Citroën C4 (Generation 2) - Citroën DS4 - Ferrari 599 GTO - Ferrari 599 SA Aperta - Ford C-Max (Generation 2) - Ford Grand C-Max - Ford Focus ST (Generation 3) | - Ford Mondeo (Uppdatering) - Honda Jazz Hybrid - Hyundai Genesis Coupe (Europapremiär) - Hyundai i10 (Uppdatering) - Hyundai ix20 - Jeep Grand Cherokee (Generation 4, Europapremiär) - Lotus Evora S - Maserati GranTurismo MC Stradale - Mazda2 (Uppdatering) - Mercedes-Benz A-klass F-cell - Mercedes-Benz CLS-klass (C218) - Mercedes-Benz CL-klass (Uppdatering) - Nissan X-Trail (Uppdatering) | - Opel Astra Sports Tourer - Peugeot 3008 Hybrid4 - Peugeot 508 - Porsche 911 Carrera GTS - Porsche 911 Speedster - Range Rover Evoque - Renault Laguna (Uppdatering) - Renault Latitude - Suzuki Swift (Generation 6) - Toyota Verso-S - Volkswagen Passat (Generation 7) - Volvo S60 R-Design - Volvo V60 |

### Konceptbilar
| - Audi e-Tron Spyder - Audi Quattro Concept - BMW 6-serie Concept - Citroën Lacoste - Hyundai ix35 Diesel-hybrid Concept - Infiniti IPL G Convertible Concept - Jaguar C-X75 - Kia Pop EV - Lamborghini Sesto Elemento - Lotus Elite - Lotus Esprit | - Mazda Shinari - Nissan Townpod - Opel CTG Paris - Peugeot EX1 - Peugeot HR1 - Renault Clio IV Concept - Renault DeZir - Saab 9-3 ePower - Seat Concept IBe - Toyota FT-CH (Europapremiär) |

## 2008

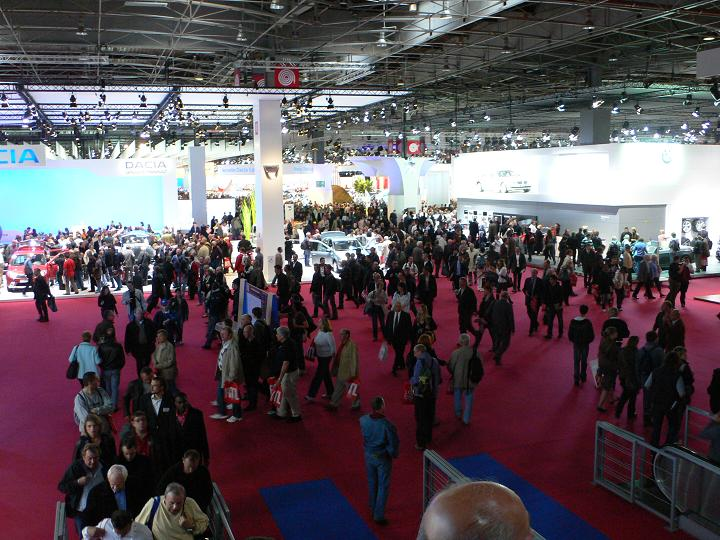
Bilsalongen i Paris 2008

Följande bilar introducerades på salongen 2008:

### Produktionsbilar
| - Aston Martin One-77 - Audi RS6 - Audi S4 - Bentley Arnage Final Edition - BMW 3-serie E90 (uppdatering) - BMW 7-Serie F01 - BMW 7-Serie ActiveHybrid - Cadillac CTS Sport Wagon - Chevrolet Cruze - Chevrolet Volt (Europapremiär) - Citroën C3 Picasso - Dacia Logan MCV (uppdatering) - Dacia Logan eco2 - Dacia Sandero - Ferrari California - Fiat 500 Abarth SS - Ford Fiesta Panel Van | - Ford Ka Mk II - Ford Kuga Individual - Hyundai i20 - Infiniti EX37 - Infiniti FX37 - Kia Soul - Lexus IS 250C/350C cabriolet - Lumeneo SMERA (elbil) - Mazda MX-5 (uppdatering) - Mercedes-Benz S400 BlueHybrid - Mitsubishi Lancer Sportback - Nissan Note - Nissan Pixo - Opel Insignia Sports Tourer - Peugeot 308 CC - Peugeot 407 (uppdatering) - PGO Hemera | - Porsche 911 Targa (uppdatering) - Porsche Boxster S Porsche Design Edition 2 - Porsche Cayenne S Transsyberia - Porsche Cayman S Sport - Renault Laguna III Coupe - Renault Mégane III - SEAT Exeo - Smart Fortwo ED (elbil) - Subaru Forester Diesel (Europapremiär) - Suzuki Alto - Suzuki SX4 FCV - Toyota Avensis III - Toyota iQ - Toyota Urban Cruiser - Volkswagen Golf VI - Volvo C30/S40/V50 1.6D DRIVe |

### Konceptbilar
| - Audi A1 Sportback - BMW X1 - Chevrolet Orlando - GT by Citroën - Citroën Hypnos - Honda Insight II - Lamborghini Estoque - Maserati GranTurismo MC - Mazda Kiyora - Mercedes-Benz ConceptFASCINATION | - MINI Crossover - Nissan Nuvu - Peugeot Prologue - Peugeot RC - Pininfarina B0 - Renault Ondelios - Renault Z.E. - Saab 9-X Air BioHybrid - Ssangyong C200 |